# Віллі Кінч
Вільгельм «Віллі» Кінч (нім. Wilhelm "Willy" Kientsch; 12 травня 1921, Кіслегг — 29 січня 1944, Вюрріх) — німецький льотчик винищувальної авіації, оберлейтенант люфтваффе. Кавалер Лицарського хреста Залізного хреста з дубовим листям.

## Біографія
Після закінчення льотної школи зарахований в навчальну ескадрилью 27-ї винищувальної ескадри. На початку 1942 року переведений в штабну ескадрилью 2-ї групи своєї ескадри, дислоковану в Північній Африці. Свої перші 2 перемоги здобув 18 березня 1942 року, збивши 2 британські винищувачі Р-40. З червня 1942 року служив у 5-й ескадрильї своєї ескадри і наприкінці 1942 року мав на своєму рахунку 16 перемог. З 1 червня 1943 року — командир 6-ї ескадрильї 27-ї винищувальної ескадри. У боях в районі Сицилії та в Південній Італії здобув 25 перемог. 6 червня збив свій 30-й, а 17 липня — 40-й літак. В серпні 1943 року ескадрилья Кінча була переведена в Німеччину. 20 грудня здобув свою 50-у перемогу. 29 січня 1944 року його літак (Bf.109G), який летів на невеликій висоті, потрапив у зону поганої погоди і врізався в землю.
Всього за час бойових дій збив 53 літаки, в тому числі 20 чотиримоторних бомбардувальників В-17 і В-24.

## Нагороди
- Нагрудний знак пілота
- Залізний хрест 2-го і 1-го класу
- Почесний Кубок Люфтваффе (9 серпня 1943)
- Німецький хрест в золоті (16 серпня 1943)
- Лицарський хрест Залізного хреста з дубовим листям
  - лицарський хрест (22 листопада 1943) — за 43 перемоги.
  - дубове листя (№527; 20 липня 1944) — за 52 перемоги.
- Авіаційна планка винищувача